# 仔牛肉

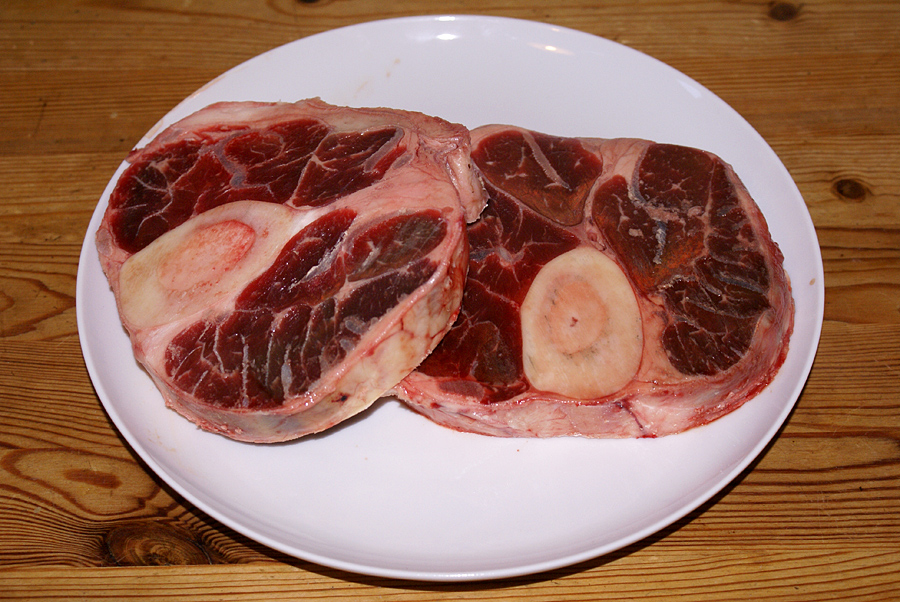
仔牛肉の写真

仔牛肉（こうしにく、子牛肉、英: Veal, 仏: veau）は、未成熟の若いあるいは幼い牛（犢（）という）（英語: calf, カフ、複数形はcalves, カーヴズ）の肉である。料理書などで英語、フランス語の翻字による外来語で載っていることの方が多い。

## 概要
仔牛肉は、外見は牛肉より明るいピンク色をしており、肉質が緻密で脂肪分が少なく柔らかで、いわゆる「牛臭さ」がなく、淡泊な味わいである。欧米では普通の牛肉よりも高級な食材とされ、カツレツ（シュニッツェルなど）やソテーなど、様々な用途に使われている。特にフランス料理とイタリア料理では古くから好まれている食材である。
さらに幼い、乳離れしていない仔牛肉を「乳飲み仔牛肉」(milk fed veal) といい、いっそう淡泊な味である。
仔牛肉用には、成牛としての需要が少ない雄の乳牛の仔牛が充てられることが多い。
日本国内での子牛肉生産はごく限定的であり、北海道などでの少量生産にとどまっており、流通する子牛肉の大半は輸入品と推察される。ほとんどはオーストラリア・ニュージーランド・カナダ・フランスなどで生産されたものが、冷凍肉として輸入供給されている。

## 生産方法
ヌレ子ヴィール（乳飲み仔牛肉）
主にホルスタインの雄を生後数日 - 10日程度、母牛の乳主体で飼養し、体重45 - 70kgで屠殺した仔牛肉。肉質は特別柔らかくはなく、繊維が細かく締まっている。

ホワイトヴィール（ほ育仔牛肉）
最高級の仔牛肉。
主に雄を生後まもなくクレート（ストール：固定された囲い）へ収容し、18 - 20週の間、特別に調整された代用乳で飼養し、体重200kg前後で屠殺したもの。枠場は幅60-65センチメートル、高さ1ｍ、長さ165センチメートル程度で周りを板で囲われ、床はスノコ状、前面にミルクを入れるバケツが付いている。
明るくピンク色の肉であるほど高級とされ、高値で取引される。
淡い肉色を実現するために子牛に与える飼料の鉄含有量を意図的に低く抑えられている。鉄分不足を補うために、仔牛が鉄枠や自分の尿をなめたり（尿には少量の鉄分が含まれる）、牧草や土に含まれる鉄分を摂取するなどの行動を防ぐため、暗い小屋で口に轡をはめて育てる。
鉄分不足により、肉は非常に明るく淡いピンク色になる。また、自由に動くことのできないクレートに収容することで、筋肉が発達せず柔らかい肉となる。

## 子牛肉生産における動物福祉の懸念

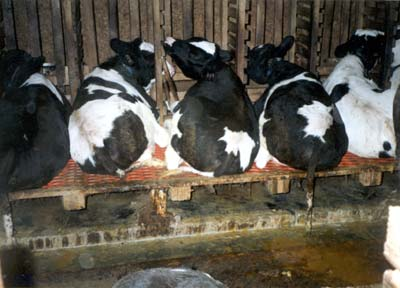
子牛肉生産における拘束下での拘束肥育は、動物虐待と見なされつつある。

食肉用の子牛は短期間で出荷（屠殺）されるため、経済的に原価率確保（消費者向けの激安維持）のため、肥育時間と健康管理コストは削減ターゲットとなる。
太らせるために閉じ込められる狭い枠場は、子牛が足を延ばして横臥姿勢を取るには狭すぎるため睡眠がとりにくい。また一生で最も遊ぶ時間が多い時期なのにものを頭で遊ぶ一人遊びや、仲間と走ったり頭を擦りあったりと言った社会的遊びもできない。そのため、異常行動である舌遊びが多発する。また鉄分給餌制限による鉄分不足のため貧血がおこりやすく、胃潰瘍、腸炎、呼吸器病も多発する。出荷まで生き延びることのできない仔牛も多く、アメリカのある調査結果では、10 - 15％に達した。
そのため、いくつかの国では子牛肉生産に動物福祉の基準を設定している。EUでは2007年から「身動きさせない為の囲い（クレート、ストール）」を用いた肥育期間の短縮」手法は禁止された。アメリカでは10州が子牛のクレート飼養を禁止。さらにフィンランドでは、体重増加を促進するための「鉄分の栄養制限」（貧血を誘発する）も禁止されている。イギリスでは、子牛を食用とすることに対してイメージが悪く、子牛肉の生産はほとんどない。

### 早期離乳
古典的な飼育法（自然放牧）では、離乳は5-6か月齢だが、現代の個体管理では生後3日以内に物理的に隔離される。仔牛は本能的に母牛の乳首に吸い付く欲求を持ち、これが絶たれることで代償行為（舌遊び行動：舌を口の外に長く出したり、左右に動かしたりする）など、欲求不満状態で認められる葛藤行動を招き、仔牛（赤ん坊牛）の精神・情緒面へのダメージが生じる。

### 拘束飼育
経済的に短期間で高品質（柔らかい仔牛肉）な製品を製造するため、仔牛が身動きできないよう、固定された囲いに閉じ込めたり繋ぐなどして、肉質が硬く赤くなってしまう運動を防ぐ飼育スペースを用いる品質管理手法が行われてきた。さらに、畜舎の照明を制限することで運動と電力コストの両方を削減する手法も、広く行われている。これにより、幼い動物が本能的に行おうとする運動が制約され、健康リスクとなる。一般的には囲いが狭いほど、肘の腫れなどの身体症状は増加し、出荷時に歩行困難となる例も見られる。

### 鉄分制限
正常な仔牛血中のヘモグロビン濃度は7mmol/lだが、子牛肉生産では4.6mmol/l程度にするために鉄分接種が制限される。血液ヘモグロビン濃度が4.5mmol/l未満になると、子牛の感染症の増加、免疫力低下の兆候があらわれる。反芻動物である牛は4つの部屋からできている胃を持ち、本来は牧草やワラなど粗飼料を主食とするが、これらは鉄分を含むため、敷料として多用されるワラも含め排除される。この結果、ルーメン（第一胃）の発達を阻害し、胃潰瘍などの消化器障害や慢性的な下痢をもたらし、反芻欲求も満たされない。

## カツレツ

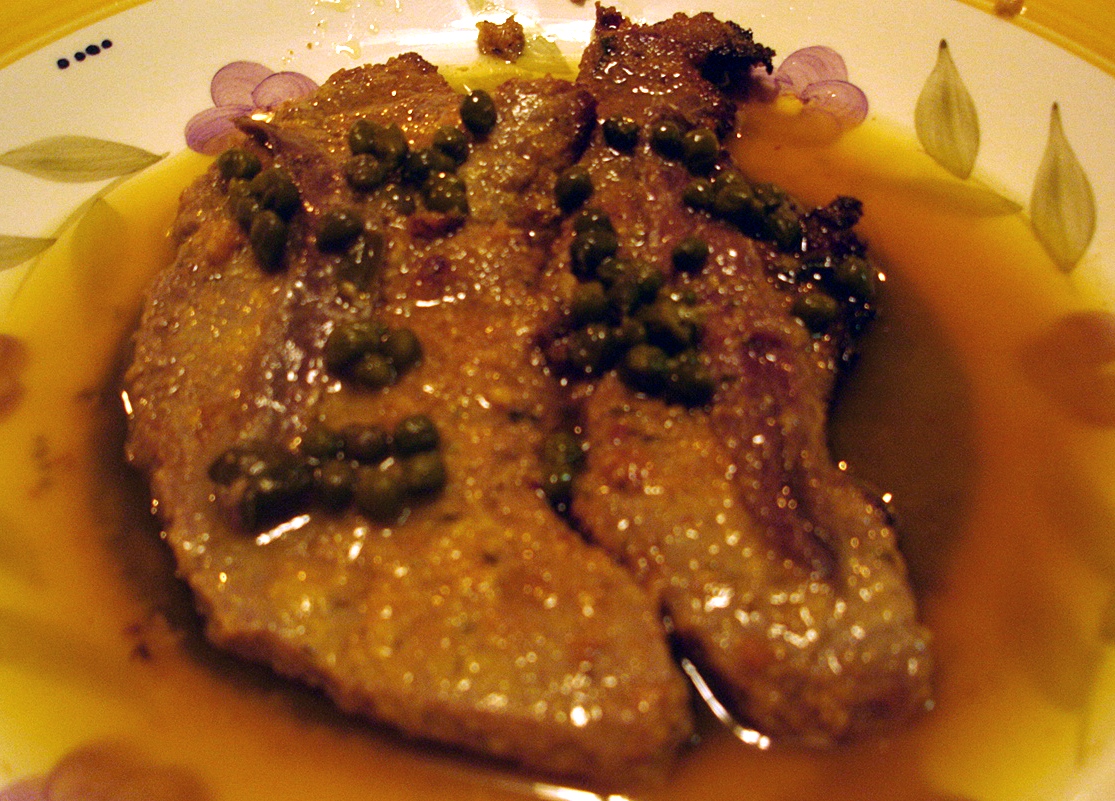
仔牛肉のカツレツ

日本へ伝わった「カツレツ」は、この仔牛肉などのソテー料理である。その後、トンカツのように多量の油で揚げられる「カツ」が主流になってからは、仔牛肉を含む牛肉を使用したカツレツもカツも豚肉に主流が移って行った。

## 注
1. ↑  犢 - Yahoo!辞書
2. ↑  とくの使用例 「と畜検査頭数」（北海道）
3. ↑  「フランスの子牛肉の生産実態と市場」畜産の情報 2014年6月号
4. ↑  “フランスの子牛肉の生産実態と市場 ～未利用肉資源としての子牛の可能性～”. 2024年2月12日閲覧。
5. 1 2 3  『アニマルウェルフェア』東京大学出版会、20050601、19,20頁。
6. ↑  “Welfare of calves EFSA Panel on Animal Health and Animal Welfare (AHAW)”. 2024年2月12日閲覧。
7. 1 2  John Webster『Improved Husbandry Systems for Veal Calves』Animal Health Trust and Farm Animal Care Trust、1986年。
8. 1 2  About calves reared for veal Compassion In World Farming
9. ↑  “畜産　25年3月号　〔特集〕諸外国におけるアニマルウェルフェア（AW）の現状と課題 米国のアニマルウェルフェアをめぐる情勢と業界団体における取り組み”. 2025年2月27日閲覧。
10. ↑  "Finnish Animal Welfare Act of 1996"(PDF), "The Finnish Animal Welfare Decree of 1996" (PDF)
11. ↑  “EUの牛肉需給と肉牛・牛肉産業の状況”. 2024年2月12日閲覧。
12. ↑  後藤篤志「哺乳育成期子牛の栄養管理が発育に及ぼす影響」(PDF)『日本家畜臨床感染症研究会誌』4巻3号、2009年、92-96頁。
13. ↑  Veal from Farm to Table 米国農務省
14. ↑  中洞正『黒い牛乳』2009年
15. ↑  Butler, C. "Europe plan for ban on veal crates", The Independent, 1995年12月14日
16. 1 2  ゲイリー・L・フランシオン『動物の権利入門』緑風出版、2018年、66頁。
17. 1 2  McKenna, C. (2001年) "[The case against the veal crate https://www.ciwf.org.uk/media/3818635/case-against-the-veal-crate.pdf]" (PDF). Compassion in World Farming.